# غايكو
كيم يون سونغ (الكورية: 개코)  والمعروف مهنيًا باسم غايكو، هو فنان تسجيل الهيب هوب الكوري الجنوبي. ولد في 14 يناير 1981 في سول، كوريا الجنوبية.

## روابط خارجية
- غايكو على موقع ميوزك برينز (الإنجليزية)
- غايكو على موقع ديسكوغز (الإنجليزية)